# Siergiej Michajłow
Siergiej Pawłowicz Michajłow (ros. Сергей Павлович Михайлов, ur. 13 lipca 1963 w Moskwie) – radziecki i rosyjski piłkarz występujący na pozycji obrońcy.

## Kariera klubowa
Grę w piłkę nożną rozpoczął w moskiewskiej drużynie osiedlowej, prowadzonej przez trenera Władimira Malinowskiego na Stadionie Oktiabr. Jako nastolatek przeniósł się do akademii piłkarskiej CSKA Moskwa. W 1981 roku został włączony do składu zespołu rezerw (Turniej Dublerów ZSRR). W trakcie odbywania służby wojskowej w latach 1982–1983 występował w Dinamie Briańsk, dla którego rozegrał na poziomie Wtorajej Ligi ZSRR 35 spotkań i zdobył 10 goli. Przed sezonem 1984, bez rozegrania żadnego oficjalnego meczu, opuścił CSKA i kontynuował karierę w Dinamo Briańsk. W 1985 roku przeniósł się do Arsienału Tuła, dla którego przez 6 sezonów rozegrał 194 ligowe spotkania i strzelił 9 bramek. Przez pewien okres pełnił funkcję kapitana zespołu. Uznawany jest on za jednego z najbardziej rozpoznawanych piłkarzy Arsienału z okresu istnienia ZSRR.
W grudniu 1990 roku, w trakcie postępującego procesu rozpadu ZSRR, Michajłow przeniósł się do Motoru Lublin. 10 marca 1991 zadebiutował w I lidze w wygranym 2:0 meczu przeciwko ŁKS Łódź i stał się podstawowym zawodnikiem. Po utracie głównego sponsora Motor spadł w sezonie 1991/92 do II ligi, a w sezonie 1995/96 do III ligi. Michajłow łączył od tego momentu grę w piłkę nożną z pracą zawodową. Z powodu złamania nogi zakończył profesjonalną karierę w 1997 roku. Łącznie rozegrał w barwach Motoru 170 ligowych spotkań w których zdobył 4 bramki. W 2006 roku rozegrał jedno spotkanie w drużynie rezerw Motoru (klasa okręgowa). W latach 2009–2013 występował w amatorskich zespołach Świdniczanka Świdnik Mały oraz LKS Skrobów.
Od 2005 roku związany był z Motorem Lublin pełniąc funkcje kierownika drużyny oraz masażysty. W 2010 roku z okazji 60-lecia klubu został wyróżniony za całokształt pracy. W lipcu 2014 roku z powodu trudnej sytuacji finansowej Motoru otrzymał wypowiedzenie.